# Beidou
Pour les articles homonymes, voir Beidou (homonymie) et BDS.
Beidou (chinois simplifié : 北斗, pinyin : běidǒu ; également nommé COMPASS ; en anglais, BeiDou Navigation Satellite System ou BDS) est un système de navigation et de positionnement par satellites chinois. Comme les systèmes GPS, Galileo ou GLONASS, les satellites Beidou envoient deux types de signaux : le premier n'est utilisable que par les militaires tandis que le deuxième, fournissant une position moins précise, est utilisable pour des applications civiles.
Une première version du système, Beidou-1, fournissant une couverture uniquement régionale (la Chine et les pays limitrophes) et exploitant les signaux de trois satellites en orbite géostationnaire devient opérationnelle en 2003. La version Beidou-3 qui fournit une couverture mondiale a commencé à être déployée en 2014 et est devenue opérationnelle en 2020. Elle repose sur une constellation de 27 satellites circulant sur une orbite moyenne, 5 satellites en orbite géostationnaire et 3 satellites en orbite géosynchrone inclinée.

## Historique du projet
Le développement du projet Beidou débute en 1983 : Chen Fangyun propose de développer un système de navigation fournissant une couverture uniquement régionale reposant sur deux satellites géostationnaires. L'idée est expérimentée en 1989 avec le lancement de deux satellites utilisant une plateforme  de type DFH-2/2A mise au point pour les satellites de télécommunications chinois. Ce test démontre que la précision du système à « deux satellites » est comparable à celle du GPS américain. En 1993, le programme Beidou est officiellement lancé. Le composant spatial doit comprendre quatre satellites géostationnaires de type DFH-3, deux opérationnels et deux de secours. Le déploiement de Beidou-1 débute en 2000 et le système est déclaré opérationnel en 2003. Ce système régional permettait de déterminer sa position uniquement en Chine et dans les régions avoisinantes avec une précision d'environ 100 mètres ou 20 mètres avec un système de transmissions bidirectionnelles. Un quatrième satellite de secours sera lancé en 2008.
La deuxième génération du système, Beidou-2, qui a vocation à fournir une couverture mondiale, repose sur une architecture complètement différente. Le segment spatial comprend trois types de satellites : 5 satellites en orbite géostationnaire, trois en orbite géosynchrone inclinée (55°) et 27 en orbite moyenne. Le premier satellite Beidou-2 qui a un objectif purement expérimental, Compass-M1, est placé en orbite en 2007. Le vingtième et dernier élément Beidou-2 a été mis en orbite en 2019. Les performances de Beidou-2 doivent être comparables aux trois autres systèmes mondiaux opérationnels (GPS, GLONASS et Galileo). Le système est considéré comme opérationnel à l'échelle régionale en 2012 date à laquelle Beidou-1 est mis hors service.
Le déploiement de la troisième version du système, Beidou-3, qui débute avec le lancement d'un premier satellite en mars 2015 est achevée avec le lancement d'un dernier satellite en 23 juin 2020. La constellation comporte trente-cinq satellites, dont trente opérationnels : 3 satellites en orbite géostationnaire, 3 en orbite géosynchrone inclinée à 55°, et 24 en orbite moyenne.
La Chine s'est également associée au projet européen Galileo à la suite d'accords avec la Communauté européenne en 2003.

### Nom du projet
Son nom, Beidou, vient du mandarin 北斗 (běidǒu) qui désigne l'astérisme du « chariot » ou de la « casserole » de la constellation de la Grande Ourse (voir Beidou (astronomie chinoise)).

### Beidou 1

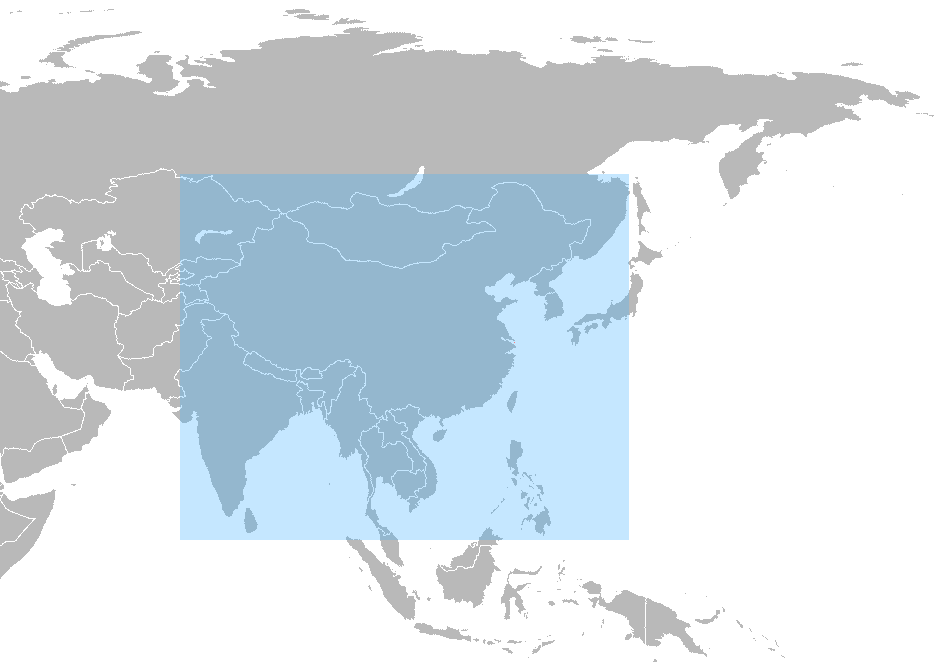
Couverture du système Beidou 1 (régional) en 2003. La couverture du système Compass sera, quant à elle, mondiale.

Le système Beidou 1 comprend quatre satellites placés en orbite géostationnaire. La constellation de base nécessite 3 satellites (2 opérationnels et 1 de secours). La précision de positionnement serait d'environ 100 mètres ou 20 mètres avec un système de transmissions bidirectionnelles. Les quatre lancements ont eu lieu avec une fusée Chang Zheng (Longue Marche) CZ-3A depuis le site de Xichang ; la masse du bus satellite DFH-3 était de 2 200 kg,.

### Beidou 2

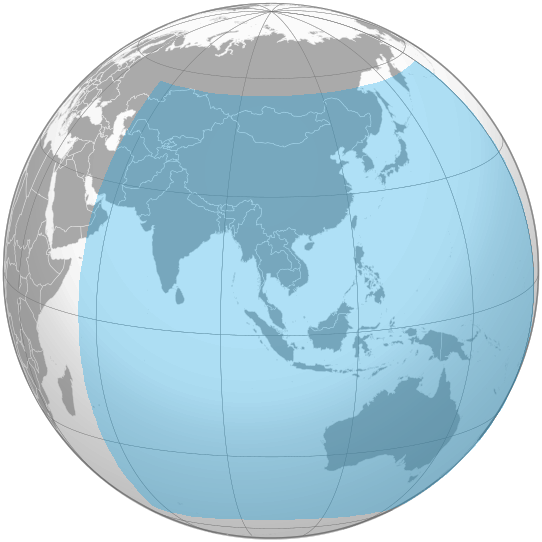
Couverture du système Beidou 2 (régional) en 2012.

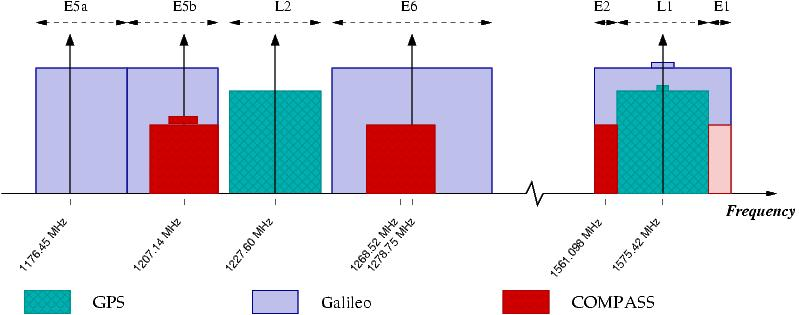
Allocation des fréquences pour les systèmes GPS, Galileo et Compass ; la couleur rouge clair de la bande E1 indique que la transmission dans cette bande n'a pas encore été détectée

Le système Beidou 2 (Compass) est constitué d'un ensemble de cinq satellites géostationnaires (GEO) et de trente satellites en orbite moyenne (MEO) qui devraient à terme être compatibles avec les systèmes GPS, Glonass et Galileo. Le déploiement a débuté en avril 2007, et il est devenu opérationnel en décembre 2012. Le vingtième et dernier élément de la constellation Beidou 2 a été lancé le 17 mai 2019.
Comme le GPS américain, le GLONASS russe et le système Galileo européen, Compass existe également en version militaire non accessible au public.

### Beidou 3
Le système Beidou 3 est constitué d'un ensemble de  trente-cinq satellites, dont trente opérationnels : 3 satellites en orbite géostationnaire, 3 en orbite géosynchrone inclinée à 55°, et 24 en orbite moyenne culminant à 22 000 km ; compatibles avec les systèmes GPS, Glonass et Galileo. Il est devenu totalement opérationnel en juin 2020 et offre une précision pouvant aller jusqu’à 10 cm en Asie-Pacifique, pour sa version militaire.

## Services proposés
Le système Beidou offre deux services :
- Un service public (Authorized Service), dont la précision serait de moins de 10 m, est ouvert au public le 14 janvier 2013.
- Un service réservé, de précision inconnue.

Fin 2011, le système Beidou n'était disponible qu'en Asie, pour la Chine et les pays voisins. À la fin 2012, il a été officiellement réputé opérationnel, mais il n'apporte encore hors d'Asie qu'un petit complément de couverture aux autres GNSS. La précision atteinte au début 2013 est de dix mètres, et la couverture est étendue à la terre entière en 2020, avec 5 satellites géostationnaires, 3 géosynchrones inclinés, et 27 en orbite moyenne.
Neuf provinces et métropoles chinoises ont été sélectionnées comme pilote dans la généralisation de Beidou-2. L'une des mesures consiste à demander 5 catégories de véhicule de transport d'équiper le système de manière obligatoire, et à partir du mois de juin 2013, un véhicule de transport ne peut plus être immatriculé s'il n'est pas équipé du système Beidou-2. Environ 80 000 véhicules sont concernés fin janvier 2013.

## Performances
| Configuration          | Nombre de satellites                          | Date      | Précision (code civil) | Précision (code civil) | Précision (code civil) | Précision (code civil) | Couverture                 | Service |
| Configuration          | Nombre de satellites                          | Date      | horizontale            | verticale              | vitesse                | temporelle             | Couverture                 | Service |
| ---------------------- | --------------------------------------------- | --------- | ---------------------- | ---------------------- | ---------------------- | ---------------------- | -------------------------- | ------- |
| Beidou 1               | 3 satellites géostationnaires                 | 2003      | 100 m (20 m)           |                        |                        | 20 ns                  | Chine                      | SMS     |
| Beidou 2 intermédiaire | 3 géostationnaires, 5 géos inclinés, 3 MEO    | juin 2012 | 25 m                   | 30 m                   | 0,4 m/s                | 50 ns                  | 84° à 160°E et 55°N à 55°S |         |
| Beidou 2 intermédiaire | 5 géostationnaires, 5 géos inclinés, 5 MEO    | fin 2012  | < 10 m                 |                        | < 0,2 m/s              | 50 ns                  | 84° à 160°E et 55°N à 55°S |         |
| Beidou 3               | 5 géostationnaires, 3 géos inclinés, 24+3 MEO | 2022      | <7 m                   | <10 m                  | < 0,2 m/s              | 20 ns                  | mondiale                   |         |

## Utilisation
Le Beidou, comme le GPS, peut être inclus dans des smartphones, systèmes de navigations, etc.

## Enjeux
Le Beidou permet de mettre fin à la dépendance militaire de la Chine au GPS, une technologie américaine, dans un contexte de tension entre les deux pays. Il s'agit aussi d'une expression de son soft power, au même titre que le GPS qui fait partie du quotidien de millions d'individus dans le monde.

## Caractéristiques techniques du segment spatial

### Caractéristiques de la constellation
En configuration finale, la constellation de satellites Beidou doit comprendre 35 satellites dont 5 satellites en orbite géostationnaire, 3 satellites en orbite géosynchrone inclinée et 27 satellites en orbite moyenne distribués sur 3 plans orbitaux. Par ailleurs, 3 satellites de rechange en orbite moyenne seront pré-positionnés.
La période orbitale est de 12 heures et 53 minutes (toutes les 13 révolutions, effectuées en 7 jours sidéraux, un satellite repasse au-dessus du même point).
| Caractéristiques            | Orbite géostationnaire             | Orbite géosynchrone inclinée | Orbite moyenne |
| --------------------------- | ---------------------------------- | ---------------------------- | -------------- |
| Nombre de satellites        | 5                                  | 3                            | 27             |
| 1/2 grand-axe               | 42 164 km                          | 42 164 km                    | 27 878 km      |
| Inclinaison                 | 0°                                 | 55°                          | 55°            |
| Longitude du nœud ascendant | 158,75°E 180°E 210,5°E 240°E 260°E | 218°E 98°E 338°E             |                |
| Anomalie moyenne            | 0°                                 | 218°E 98°E 338°E             | -              |
| Nombre de plans orbitaux    | 1                                  | 3                            | 3              |

### La plateforme DFH-3
Les satellites Beidou lancés entre 2000 et 2012 utilisent la plateforme DFH-3 (pour Dōng fāng hóng ; 东方红 ; « Rouge orient », comme l'opéra éponyme.). Celle-ci est stabilisée 3 axes. Il contient vingt-quatre transpondeurs 6/4 GHz pour les transmissions de la télévision et du téléphone. Enfin sa durée de vie est d'approximativement huit ans (contre quatre pour ses prédécesseurs).
Pour répondre à la forte demande du marché chinois en matière de satellites de communication et de diffusion large bande (broadcasting), le ministère de l'aéronautique a signé en 1987 un contrat de coopération avec la DASA (Daimler-Benz Aerospace) afin de développer le DFH-3. Il s'agit du premier accord de ce type entre la Chine et un pays étranger. En raison de sa taille, il a fallu créer de nouveaux lanceurs, les anciens n'étant plus assez performants. Le lanceur CZ-3A (celui utilisé pour le placement des Beidou) a été testé avec succès le 8 février 1994 avec un DFH-3 factice. La nouvelle version du DFH-3, le DFH-3B (également connu sous le nom de ChinaSat – 6) qui a été lancé en 1997 a connu des problèmes de stabilisation d'attitude, cela diminuant sa durée de vie. La Chine a développé un nouveau satellite de communication, le DFH 4.

## Installations au sol
En avril 2018, la Chine a ouvert son premier centre à l'étranger en Tunisie. Le but de ce centre chinois est d'intensifier la coopération dans le domaine de la navigation par satellites au sein de la Ligue arabe en s'appuyant sur le système Beidou, tout en favorisant le développement économique des pays arabes.[réf. nécessaire]

## Historique des lancements

### Beidou 1
| Date (UTC)             | Lanceur | Satellite | Orbite                         | Statut                     | Plateforme | Type / masse |
| ---------------------- | ------- | --------- | ------------------------------ | -------------------------- | ---------- | ------------ |
| 30 octobre 2000 16:02  | LM-3A   | 1A        | Orbite géostationnaire 140°E   | Hors service Décembre 2011 | DFH-3      | Beidou 1     |
| 20 décembre 2000 16:20 | LM-3A   | 1B        | Orbite géostationnaire 80°E    | Hors service Décembre 2011 | DFH-3      | Beidou 1     |
| 24 mai 2003 16:34      | LM-3A   | 1C        | Orbite géostationnaire 110.5°E | Hors service Décembre 2012 | DFH-3      | Beidou 1     |
| 2 février 2007 16:28   | LM-3A   | 1D        | Orbite géostationnaire 58.75°E | Hors service Février 2009  | DFH-3      | Beidou 1     |

### Beidou 2
| Date (UTC)              | Lanceur | Satellite | Orbite                                             | Statut                    | Plateforme | Type / masse |
| ----------------------- | ------- | --------- | -------------------------------------------------- | ------------------------- | ---------- | ------------ |
| 13 avril 2007 20:11     | LM-3B   | M1        | Orbite moyenne                                     | Satellite expérimental    | DFH-3      | BD-2 M       |
| 14 avril 2009 16:16     | LM-3C   | G2        | Orbite géostationnaire                             | Hors service              | DFH-3      | BD-2 G       |
| 16 janvier 2010 16:12   | LM-3C   | G1        | Orbite géostationnaire 144,5°E                     | Opérationnel              | DFH-3      | BD-2 G       |
| 2 juin 2010 15:53       | LM-3C   | G3        | Orbite géostationnaire 84°E                        | Opérationnel              | DFH-3      | BD-2 G       |
| 31 juillet 2010 21:30   | LM-3A   | I1        | Orbite géosynchrone 118°E inclinaison 55°          | Opérationnel              | DFH-3      | BD-2 I       |
| 31 octobre 2010 16:26   | LM-3C   | G4        | Orbite géostationnaire 160°E                       | Opérationnel              | DFH-3      | BD-2 G       |
| 17 décembre 2010 20:20  | LM-3A   | I2        | Orbite géosynchrone inclinée 118°E incl 55°        | Opérationnel              | DFH-3      | BD-2 I       |
| 9 avril 2011 20:47      | LM-3A   | I3        | Orbite géosynchrone inclinée 118°E incl 55°        | Opérationnel              | DFH-3      | BD-2 I       |
| 26 juillet 2011 21:44   | LM-3A   | I4        | Orbite géosynchrone inclinée 78 à 110°E incl 55.2° | Opérationnel              | DFH-3      | BD-2 I       |
| 1er décembre 2011 21:07 | LM-3A   | I5        | Orbite géosynchrone inclinée 95°E incl 55°         | Opérationnel              | DFH-3      | BD-2 I       |
| 24 février 2012 16:12   | LM-3C   | G5        | Orbite géostationnaire                             | Opérationnel              | DFH-3      | BD-2 G       |
| 29 avril 2012 20:50     | LM-3B   | M3        | Orbite moyenne                                     | Opérationnel              | DFH-3      | BD-2 M       |
| 29 avril 2012 20:50     | LM-3B   | M4        | Orbite moyenne                                     | Opérationnel              | DFH-3      | BD-2 M       |
| 18 septembre 2012 19:10 | LM-3B   | M2        | Orbite moyenne                                     | Opérationnel              | DFH-3      | BD-2 M       |
| 18 septembre 2012 19:10 | LM-3B   | M5        | Orbite moyenne                                     | Hors service Octobre 2014 | DFH-3      | BD-2 M       |
| 25 octobre 2012 15:33   | LM-3C   | G6        | Orbite géostationnaire 110,5° E                    | Opérationnel              | DFH-3      | BD-2 G       |
| 29 mars 2016 20:11      | LM-3A   | I6        | Orbite géosynchrone inclinée 95°E incl 55°         | Opérationnel              | DFH-3      | BD-2 I       |
| 12 juin 2016 15:30      | LM-3C   | G7        | Orbite géostationnaire 110,5° E                    | Opérationnel              | DFH-3      | BD-2 G       |
| 9 juillet 2018 20:58    | LM-3A   | I7        | Orbite géosynchrone inclinée 95°E incl 55°         | Opérationnel              | DFH-3      | BD-2 I       |
| 17 mai 2019 15:45       | LM-3C   | G8        | Orbite géosynchrone                                | Opérationnel              | DFH-3      | BD-2 G       |

### Beidou 3
| Date (UTC)        | Lanceur    | Satellite      | Orbite                             | Statut       | Plateforme | Type / masse |
| ----------------- | ---------- | -------------- | ---------------------------------- | ------------ | ---------- | ------------ |
| 30 mars 2015      | LM-3C/YZ1  | I1-S           | Orbite géosynchrone inclinée (55°) | Opérationnel | DFH-3B     | BD-3 I1      |
| 25 juillet 2015   | LM-3B/YZ1  | M1-S           | Orbite moyenne                     | Opérationnel | DFH-3B     | BD-3 M1      |
| 25 juillet 2015   | LM-3B/YZ1  | M2-S           | Orbite moyenne                     | Opérationnel | DFH-3B     | BD-3 M1      |
| 29 septembre 2015 | LM-3B      | I2-S           | Orbite géosynchrone inclinée (55°) | Opérationnel | DFH-3B     | BD-3 I2      |
| 1er février 2016  | LM-3C/YZ1  | M3-S           | Orbite moyenne                     | Opérationnel | DFH-3B     | BD-3 M2      |
| 5 novembre 2017   | LM-3B/YZ1  | M1             | Orbite moyenne                     | Opérationnel | DFH-3B     | BD-3 M1      |
| 5 novembre 2017   | LM-3B/YZ1  | M2             | Orbite moyenne                     | Opérationnel | DFH-3B     | BD-3 M1      |
| 11 janvier 2018   | LM-3B/YZ1  | M7             | Orbite moyenne                     | Opérationnel | DFH-3B     | BD-3 M2      |
| 11 janvier 2018   | LM-3B/YZ1  | M8             | Orbite moyenne                     | Opérationnel | DFH-3B     | BD-3 M2      |
| 12 février 2018   | LM-3B/YZ1  | M3             | Orbite moyenne                     | Opérationnel | DFH-3B     | BD-3 M1      |
| 12 février 2018   | LM-3B/YZ1  | M4             | Orbite moyenne                     | Opérationnel | DFH-3B     | BD-3 M1      |
| 29 mars 2018      | LM-3B/YZ1  | M9             | Orbite moyenne                     | Opérationnel | DFH-3B     | BD-3 M2      |
| 29 mars 2018      | LM-3B/YZ1  | M10            | Orbite moyenne                     | Opérationnel | DFH-3B     | BD-3 M2      |
| 29 juillet 2018   | LM-3B/YZ1  | M5             | Orbite moyenne                     | Opérationnel | DFH-3B     | BD-3 M1      |
| 29 juillet 2018   | LM-3B/YZ1  | M6             | Orbite moyenne                     | Opérationnel | DFH-3B     | BD-3 M1      |
| 24 août 2018      | LM-3B/YZ1  | M11            | Orbite moyenne                     | Opérationnel | DFH-3B     | BD-3 M2      |
| 24 août 2018      | LM-3B/YZ1  | M12            | Orbite moyenne                     | Opérationnel | DFH-3B     | BD-3 M2      |
| 19 septembre 2018 | LM-3B/YZ1  | M13            | Orbite moyenne                     | Opérationnel | DFH-3B     | BD-3 M1      |
| 19 septembre 2018 | LM-3B/YZ1  | M14            | Orbite moyenne                     | Opérationnel | DFH-3B     | BD-3 M1      |
| 15 octobre 2018   | LM-3B/YZ1  | M15            | Orbite moyenne                     | Opérationnel | DFH-3B     | BD-3 M2      |
| 15 octobre 2018   | LM-3B/YZ1  | M16            | Orbite moyenne                     | Opérationnel | DFH-3B     | BD-3 M2      |
| 1er novembre 2018 | LM-3B/YZ1  | G1Q            | Orbite géostationnaire             | Opérationnel | DFH-3B     | BD-3 G       |
| 18 novembre 2018  | LM-3B/YZ1  | M17            | Orbite moyenne                     | Opérationnel | DFH-3B     | BD-3 M1      |
| 18 novembre 2018  | LM-3B/YZ1  | M18            | Orbite moyenne                     | Opérationnel | DFH-3B     | BD-3 M1      |
| 20 avril 2019     | LM-3B / G2 | I1 (Beidou 44) | Orbite géosynchrone inclinée (55°) | Opérationnel | DFH-3B     | BD-3 I1      |
| 24 juin 2019      | LM-3B / G2 | I2 (Beidou 46) | Orbite géosynchrone inclinée (55°) | Opérationnel | DFH-3B     | BD-3 I2      |
| 4 novembre 2019   | LM-3B / G2 | I3 (Beidou 49) | Orbite géosynchrone inclinée (55°) | Opérationnel | DFH-3B     | BD-3 I3      |
| 22 novembre 2019  | LM-3B/YZ1  | M23            | Orbite moyenne                     | Opérationnel | DFH-3B     | BD-3 M1      |
| 22 novembre 2019  | LM-3B/YZ1  | M24            | Orbite moyenne                     | Opérationnel | DFH-3B     | BD-3 M1      |
| 23 novembre 2019  | LM-3B/YZ1  | M21            | Orbite moyenne                     | Opérationnel | DFH-3B     | BD-3 M2      |
| 23 novembre 2019  | LM-3B/YZ1  | M22            | Orbite moyenne                     | Opérationnel | DFH-3B     | BD-3 M2      |
| 16 décembre 2019  | LM-3B/YZ1  | M19            | Orbite moyenne                     | Opérationnel | DFH-3B     | BD-3 M2      |
| 16 décembre 2019  | LM-3B/YZ1  | M20            | Orbite moyenne                     | Opérationnel | DFH-3B     | BD-3 M2      |
| 23 juin 2020      | LM-3B      | G3Q            | Orbite géostationnaire             | Opérationnel | DFH-3B     | BD-3 G       |